# STS-61-B
（原先编号STS-31）是历史上第二十三次航天飞机任务，也是亚特兰蒂斯号航天飞机的第二次太空飞行。

## 任务成员
- 布鲁斯特·肖（Brewster H. Shaw，曾执行、以及任务），指令长
- 布莱恩·欧康诺尔（Bryan D. O'Connor，曾执行以及任务），飞行员
- 玛丽·克利夫（Mary L. Cleave，曾执行以及任务），任务专家
- 谢伍德·斯普林（Sherwood C. Spring，曾执行任务），任务专家
- 杰瑞·罗斯（Jerry L. Ross，曾执行、以及任务），任务专家
- 罗道弗·内里·维拉（Rodolfo Neri Vela，墨西哥宇航员，曾执行任务），有效载荷专家
- 查尔斯·沃克（Charles Walker，曾执行、以及任务），有效载荷专家